# アラレ石

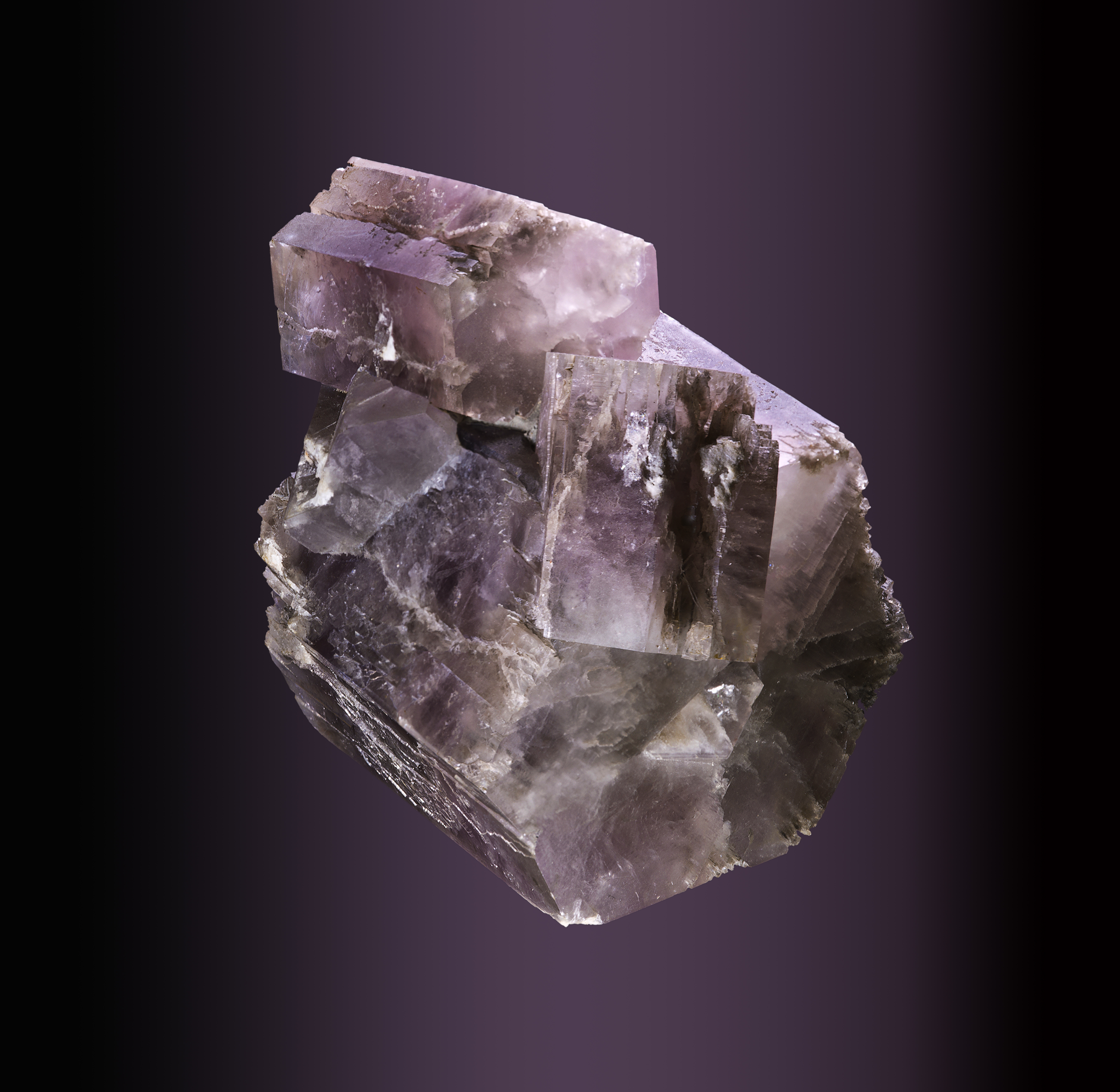
スペイン産の霰石の三連双晶。三方向の条線が見える

霰石（あられいし、aragonite、アラゴナイト）は、炭酸塩鉱物の一種。化学組成は CaCO3（炭酸カルシウム）、結晶系は斜方晶系。霰石グループの鉱物。スペイン・アラゴン州周辺で双晶が多く出たことから、アラゴナイトと命名された。

## 産出地
鍾乳洞においてはサンゴ状の鍾乳石となることがあり、「山サンゴ」（Flos Ferri）と呼ばれている。

## 性質・特徴
比重2.9。モース硬度4。へき開は一方向である。六角柱状の三連双晶になりやすい。
化学組成は方解石と同じだが、異なる結晶構造を持つ（同質異像）。常温常圧では、方解石のほうが安定である。このため、もともと霰石として生成した結晶が、長い年月の間に霰石仮晶の方解石となっている場合がある。空気中で加熱することで方解石に相転移する。方解石より比重が大きいため、高圧下では方解石より安定となる。また、常圧下であってもマグネシウムイオン、硫酸イオンなどの存在下で生成する。方解石がマグネシウムなどのカルシウムよりイオン半径の小さい物質を不純物として含みやすいのに比べ、霰石はストロンチウムなどのカルシウムよりイオン半径の大きい物質を含む傾向がある。

## トピックス
ヒザラガイは霰石を取り込んで目を作る初めての動物だと判明した。

## 霰石グループ
- 霰石（aragonite） - CaCO3
- ストロンチアン石（strontianite） - SrCO3
- 毒重土石（英語版）（witherite） - BaCO3
- 白鉛鉱（英語版）（cerussite） - PbCO3

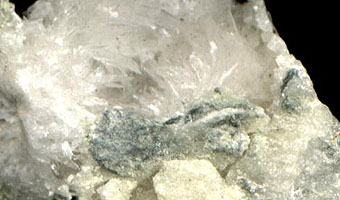
ストロンチアン石
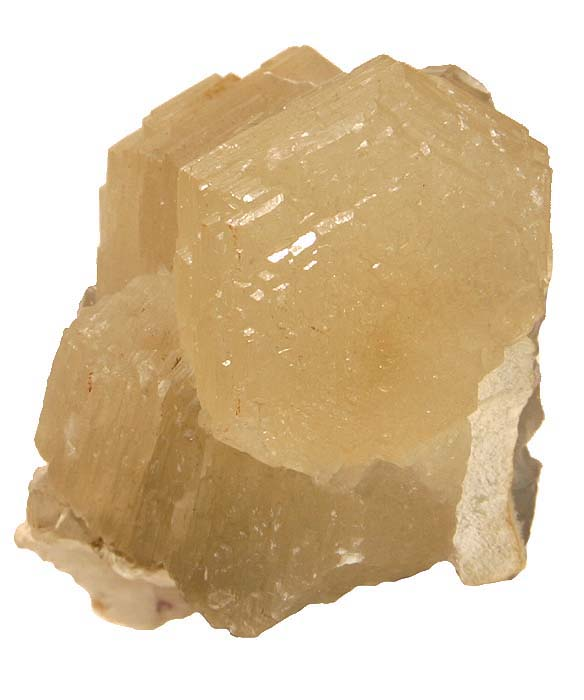
毒重土石
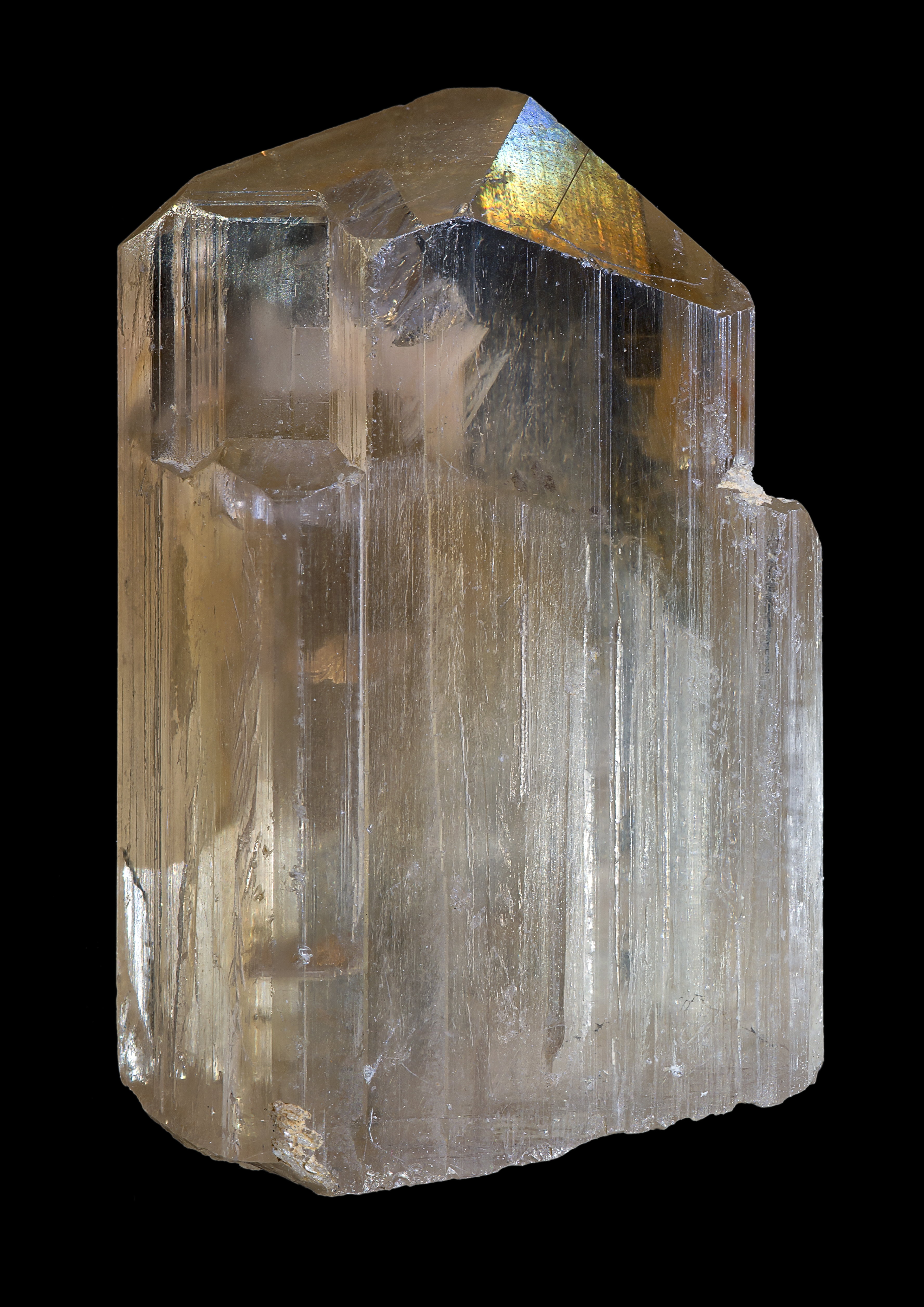
白鉛鉱